# Paweł Miesiąc
Paweł Miesiąc (ur. 27 kwietnia 1985 w Przeworsku) – polski żużlowiec.

## Życiorys
W 2001 roku zdał licencję i zadebiutował w rzeszowskiej Stali. Do 2005 roku startował bez większych sukcesów. W 2005 r. odniósł swój pierwszy duży sukces i zdobył drugie miejsce w Srebrnym Kasku. Po sporej przerwie rzeszowski zespół uzyskał awans do finału Młodzieżowych Drużynowych Mistrzostw Polski, jednak w zawodach rozgrywanych w Rzeszowie nie odegrali większej roli zajmując 5. miejsce. W 2005 roku miał spory udział w awansie Stali do Ekstraligi, będąc jednym z czołowych juniorów w I lidze.
Sezon 2006, który był ostatnim sezonem zawodnika w gronie juniorów, obfitował w sukcesy. W żużlowej Ekstralidze startował z bardzo dobrym skutkiem. Jako pierwszy zawodnik z Rzeszowa zdołał uzyskać awans do finału Indywidualnych Mistrzostw Świata Juniorów rozgrywanych we włoskim Terenzano, gdzie zajął 5. miejsce. Było to najlepsze miejsce wśród Polaków, z wyjątkiem Karola Ząbika, który został Mistrzem. Prócz tego Miesiąc został Drużynowym Mistrzem Świata Juniorów, gdzie w finale w Rybniku, pełniąc rolę rezerwowego, zdobył 3 punkty. Razem z rzeszowską drużyną młodzieżową powtórzył sukces swoich starszych kolegów z roku 1994 i 1995, zdobywając upragniony złoty medal w Młodzieżowych Drużynowych Mistrzostwach Polski. Również złoto zdobył w Młodzieżowych Mistrzostwach Polski Par Klubowych w parze z Dawidem Stachyrą. Warto odnotować fakt iż w Międzynarodowych Mistrzostwach Węgier zdobył brązowy medal.

## Kluby
- Polska liga żużlowa:
  - Stal Rzeszów (2001–2007)
  - SK Lokomotīve Dyneburg (2008)
  - Stal Rzeszów (2009)
  - SK Lokomotīve Dyneburg (2010)
  - Lubelski Węgiel KMŻ (2011–2013)
  - Stal Rzeszów (2014)
  - Motor Lublin (2017–2020)
  - Unia Tarnów (2021-)
  - Texom Stal Rzeszów (2022)
  - Unia Tarnów (2023-)
- Szwedzka liga żużlowa
  - Team Dalakraft Avesta 2007
  - Masarna Avesta 2008
  - Hammarby Sztokholm 2009 2010
  - Örnarna Mariestad 2012
  - Örnarna Mariestad 2014
- Rosyjska Liga żużlowa
  - Wostok Władywostok 2008
- Ukraińska Liga żużlowa
  - Ukraina Równe 2007
  - Szachtar Czerwonograd 2009
  - SKA Faworit Lwów 2010
- Duńska liga żużlowa
  - Holstebro 2011
  - Slangerup Speedway Klub 2014

## Osiągnięcia
- Indywidualne Mistrzostwa Świata Juniorów:
  - 2006 – 5. miejsce

| Sezon | Miejsce | Msc | Pkt | Biegi |        |
| ----- | ------- | --- | --- | ----- | ------ |
| 2006  | Rybnik  | 1   | 3   | (2,1) | Polska |

- Młodzieżowe Indywidualne Mistrzostwa Polski:
  - 2005 – 12. miejsce
  - 2006 – 11. miejsce
- Młodzieżowe Mistrzostwa Polski Par Klubowych:
  - 2006 – 1. miejsce
- Młodzieżowe Drużynowe Mistrzostwa Polski:
  - 2005 – 5. miejsce
  - 2006 – 1. miejsce
- Srebrny Kask:
  - 2005 – 2. miejsce
  - 2005 – 10. miejsce
- Brązowy Kask:
  - 2003 – 12. miejsce
  - 2004 – 5. miejsce
- Inne:
  - 10. miejsce w Memoriale Ryszarda Chrupka (2002)
  - 12. miejsce w Turnieju o Puchar Prezydenta Miasta Krosna (2004)
  - 12. miejsce w Memoriale im. Eugeniusza Nazimka (2005)
  - 2. miejsce w końcowej klasyfikacji Południowej Ligi Młodzieżowej (indywidualnie) (2005)
  - 1. miejsce w końcowej klasyfikacji Południowej Ligi Młodzieżowej (drużynowo) (2005)
  - 6. miejsce w Memoriale im. Eugeniusza Nazimka (2006)
  - Zwycięstwo w Turnieju Zaplecza Kadry Juniorów (2006)
  - 3. miejsce w Międzynarodowych Mistrzostwach Węgier (2006)
  - 1. miejsce w turnieju par o Puchar Czerwonogradu (Ukraina) (2006)
  - 1. miejsce w turnieju o puchar burmistrza Równego (Ukraina) (2007)
  - 2. miejsce w turnieju o mistrzostwo miasta Władywostoku (Rosja) (2007)
  - 1. miejsce w turnieju o puchar przewodniczącego regionu w Równem (Ukraina]) (2007)
  - 1. miejsce w turnieju o puchar "Naszej Ukrainy" (2007)
  - 3. miejsce w Memoriale im. Eugeniusza Nazimka (2007)
  - 3. miejsce w turnieju z okazji 25-lecia startów ukraińskiego żużlowca Pietra Fedyka (Ukraina) (2008)
  - 1. miejsce w II Memoriale Igora Marko w Równem (Ukraina) (2008)
  - 2. miejsce w Pucharze MACEC we Lwowie (Ukraina) (2009)
  - 3. miejsce w Pucharze Niepodległości rozegranym na torze w Równem (2013)
  - 1. miejsce w mistrzostwach Węgier (2012)[1]